# Dianthus roseoluteus
Dianthus roseoluteus är en nejlikväxtart som beskrevs av Josef Velenovský. Dianthus roseoluteus ingår i släktet nejlikor, och familjen nejlikväxter. Inga underarter finns listade i Catalogue of Life.